# Elizabeth Cady Stanton
Elizabeth Cady Stanton (Johnstown, Nueva York; 12 de noviembre de 1815 - Nueva York, 26 de octubre de 1902) fue una mujer sufragista y abolicionista estadounidense que ha pasado a la historia como una de las mayores pioneras por la lucha de los derechos de las mujeres. Participó en la Declaración de Seneca Falls, durante la Convención de Seneca Falls, en 1848, considerado el primer movimiento organizado por los derechos de la mujer y por el sufragio femenino en los Estados Unidos. Fue presidenta de la National American Woman Suffrage Association desde 1890 hasta 1892.
Antes de que Stanton participara en los movimientos por los derechos femeninos ya era una activista abolicionista, junto a su marido Henry Brewster Stanton, cofundador del Partido Republicano, y su primo Gerrit Smith. A diferencia de otros activistas implicados en los movimientos por los derechos de la mujer, Stanton luchó no solo por el voto femenino sino por más reivindicaciones: derechos parentales de la mujer y de custodia, derechos de propiedad, derechos laborales, derechos por mejores salarios, derecho al divorcio, a la salud de la familia y al control de la natalidad. Además, estaba a favor del movimiento por la templanza.
Después de la guerra de Secesión estadounidense, se produjeron divisiones en el joven movimiento feminista porque Stanton se opuso a la inclusión de la decimocuarta y decimoquinta enmienda de la Constitución estadounidense, al no reconocer el voto femenino. Se opuso también a dar protección legal y derecho a voto a afroamericanos mientras que se le siguiera negando el voto a la mujer, tanto blanca como negra. Su posición produjo la división de la organización en dos, aunque finalmente se volvieron a unir, con Stanton como presidenta de la organización, veinte años después del movimiento femenino original. Stanton construyó hábilmente su propia imagen pública y ha pasado a la historia por su legado como una de las grandes radicales y reformadoras sociales en la historia de Estados Unidos.
Stanton murió en 1902, llegó a escribir tanto The Woman's Bible como su autobiografía Eighty Years and More, y muchos artículos sobre los derechos de la mujer y el voto femenino.

## Trayectoria
Elizabeth Cady Stanton nació el 12 de noviembre de 1815 en Jonhstown. Su padre, Daniel Cady, era un hombre de leyes y político; aunque no impuso a Elizabeth una disciplina académica rigurosa, le permitió estudiar y le abrió su biblioteca. 
Antes de que Stanton redujera su enfoque político casi exclusivamente a los derechos de la mujer, fue una activa abolicionista, junto con su esposo, Henry Brewster Stanton y su primo, Gerrit Smith. A diferencia de muchas personas involucradas en el movimiento de derechos de la mujer, Stanton abordó una serie de cuestiones relativas a las mujeres más allá de los derechos de sufragio. Sus preocupaciones incluyeron los derechos parentales y de custodia de las mujeres, derechos de propiedad, derechos de empleo e ingresos, leyes de divorcio, la salud económica de la familia y el control de la natalidad, posicionándose en contra del aborto. También fue una abierta partidaria del Movimiento por la Templanza del siglo XIX.
Después de la guerra civil estadounidense, el compromiso de Stanton con el sufragio femenino causó un cisma en el movimiento de derechos de la mujer, cuando ella y Susan B. Anthony declinaron apoyar la Decimocuarta y la Decimoquinta enmienda a la Constitución de los Estados Unidos de América y crearon una nueva asociación, la Asociación Nacional pro Sufragio de la Mujer. Se opusieron a otorgar mayor protección legal y derechos de sufragio a los hombres afroamericanos mientras se continuaba negando a las mujeres, negras y blancas, los mismos derechos. Su posición sobre este tema, junto con sus pensamientos sobre el cristianismo organizado y los temas femeninos más allá de los derechos de voto, llevó a la formación de dos organizaciones separadas de derechos de la mujer que, finalmente, se reúnen con Stanton como presidenta de la organización conjunta, aproximadamente veinte años más tarde.

## Obras de Elizabeth Cady Stanton (como autora y coautora)

### Libros
- History of Woman Suffrage; Volúmenes 1–3 (escrito junto con Susan B. Anthony y Matilda Joslyn Gage); volúmenes 4–6 (completado por otros autores, incluyendo a Anthony, Gage, y a Ida Harper) (1881–1922)
- Solitude of Self (originalmente presentado como un discurso en 1892; más tarde publicado en una edición de tapa dura por Paris Press)
- The Woman's Bible (1895, 1898)
- Eighty Years & More: Reminiscences 1815–1898

### Selección de periódicos y revistas
- Revolution (Stanton, coeditora) (1868–1870)
- Lily (publicado por Amelia Bloomer; Stanton como contribuidora)
- Una (publicado por Paulina Wright Davis; Stanton como contribuidora)
- New York Tribune (publicado por Horace Greeley; Stanton como contribuidora)

### Selección de ensayos y discursos
- Declaration of Rights & Sentiments (1848)
- A Petition for Universal Suffrage (1866)
- Self-government the Best Means of Self-development (1884)
- Solitude of Self (1892)
- The Degradation of Disenfranchisement (1892)
- Discursos: "Our Girls," "Our Boys," "Co-education," "Marriage and Divorce," "Prison Life," y "The Bible and Woman's Rights," "Temperence and Women's Rights".

Los escritos de Stanton están archivados en la Universidad de Rutgers: Proyecto de documentos de Elizabeth Cady Stanton y Susan B. Anthony Archivado el 13 de febrero de 2020 en Wayback Machine..

### Obras de Elizabeth Cady Stanton
- Open Collections Program: Elizabeth Cady Stanton publications de la Universidad Harvard
- Elizabeth Cady Stanton: A Register of Her Papers de la Biblioteca del Congreso de Estados Unidos
- The Elizabeth Cady Stanton and Susan B. Anthony Papers Project Archivado el 13 de febrero de 2020 en Wayback Machine. de la Universidad de Rutgers

### Escritos individuales de Elizabeth Cady Stanton
- Declaración de derechos con la lista de firmantes del Parque Histórico Nacional de Derechos de la mujer
- Eighty Years and More de la biblioteca digital de la Universidad de Pensilvania
- The Slave's Appeal del Proyecto de Literatura Antiesclavitud
- Edición electrónica libre de The Woman's Bible en el Proyecto Gutenberg

### Otros recursos en línea sobre Elizabeth Cady Stanton
- Elizabeth Cady Stanton House en el Servicio de Parques Nacionales de Estados Unidos
- Not for Ourselves Alone: The Story of Elizabeth Cady Stanton and Susan B. Anthony por Ken Burns de PBS
- Elizabeth Cady Stanton's obituary, The New York Times
- Stanton's Family Memorabilia de Women's eNews
- Women's Rights National Historical Park del Servicio de Parques Nacionales
- Biografía de Elizabeth Cady Stanton del Servicio de Parques Nacionales

- Datos: Q465335
- Multimedia: Elizabeth Cady Stanton / Q465335
- Citas célebres: Elizabeth Cady Stanton

1. ↑  Griffith, Elisabeth (13 de septiembre de 1984). In Her Own Right: The Life of Elizabeth Cady Stanton (en inglés). Oxford University Press. ISBN 978-0-19-977193-6. Consultado el 25 de junio de 2021.